# Everyone’s a Wally
Everyone’s a Wally (также известен как The Life of Wally) — компьютерная игра в жанре квест, выпущенная компанией Mikro-Gen в 1985 году для платформ ZX Spectrum, Amstrad CPC и Commodore 64. Дословно название игры можно перевести на русский как «каждый из вас в чём-то Уолли». 

## Общая информация
Игра является третьей в серии о приключениях Уолли Уика (англ. Wally Week). В ней показана обыденная жизнь Уолли, его жены Вильмы и его друзей Тома, Дика и Гарри. Каждый из них должен выполнить определённую работу по своей «специализации»: например, Уолли является строителем и должен построить кирпичную стену. После выполнения работы персонаж получает одну из букв, образующих код к банковскому сейфу. После выполнения всех заданий персонажи должны прийти в банк со своими буквами, образующими слово BREAK, чтобы открыть сейф и получить деньги.
Игровой процесс заключается в том, что игрок ходит по городу, ищет предметы и использует их для выполнения заданий. Одновременно можно нести два предмета. Все предметы расположены в определённых местах, и когда персонаж берёт какой-либо предмет, он автоматически оставляет на этом месте один предмет из своего инвентаря. На многих экранах присутствуют разного рода опасности, отнимающие у персонажей при столкновении с ними энергию и жизни. Иногда на разных экранах случайным образом появляется Герберт, маленький сын Уолли и Вильмы. Он путается под ногами у персонажей, и его тоже необходимо избегать.
Необычной для своего времени была возможность переключения между персонажами. Вначале игрок управляет Уолли; чтобы переключиться на другого персонажа, нужно находиться на одном экране с ним. Все прочие персонажи в это время управляются очень простым искусственным интеллектом. Они бесцельно ходят по городу, случайным образом поднимая предметы и перенося их с места на место. Это создаёт дополнительные трудности для игрока, которому приходится искать по всему городу как персонажей, так и нужные предметы. Когда персонаж находится под управлением искусственного интеллекта, он неуязвим для любых опасностей.
Город представляет собой лабиринт из более чем 30 разнообразных локаций, включающих улицы, магазины, зоопарк, порт, школу, почту, банк и так далее. Игрок может выходить за пределы города, однако там тянется ряд однотипных локаций, не представляющих никакого интереса.

## Отзывы
Everyone’s a Wally была положительно воспринята игровой прессой, отмечавшей красочную графику и высокую сложность игры. CRASH упомянул прекрасную анимацию персонажей. По мнению Sinclair User, «…похоже, что в графику было вложено больше усилий, чем в сюжет». Ряд обозревателей отметили проблему с наложением цветов. Home Computing Weekly подверг критике обложку игры и высокую цену (9,95 фунтов стерлингов), но заключил: «Если у вас есть 48K Spectrum, C64 или Amstrad, то эта игра необходима».

## Дополнительные факты
- В Everyone’s a Wally присутствует мини-игра, аналог Asteroids, в которую можно сыграть, зайдя в любую из двух телефонных будок.
- На второй стороне кассеты, на которой была записана игра, присутствовала песня «Everyone’s a Wally» в исполнении Майка Берри[англ.].
- Имена Том, Дик и Гарри из-за своей распространённости используются в английском языке для обозначения «кого угодно», обычного среднестатистического человека, по аналогии с русскими Иванов, Петров, Сидоров.

## Другие игры в серии Wally Week
- Automania (1984)
- Pyjamarama (1984)
- Herbert's Dummy Run (1985)
- Three Weeks in Paradise (1986)